# FQDA
FQDA (ang. Fully Qualified Domain Address) jest łańcuchem znaków tworzącym Internetowy adres poczty elektronicznej i zawierającym część lokalną, symbol "@" oraz część domenową (np. adam@a.org.pl). Część lokalna zwykle oznacza użytkownika, a część domenowa jest wykorzystywane przez serwery pocztowe dla określenia w systemie nazw domenowych serwerów pocztowych przyjmujących wiadomości przesyłane do tej domeny.
FQDA został zdefiniowany w RFC 2822 ↓.